# Svaté schody

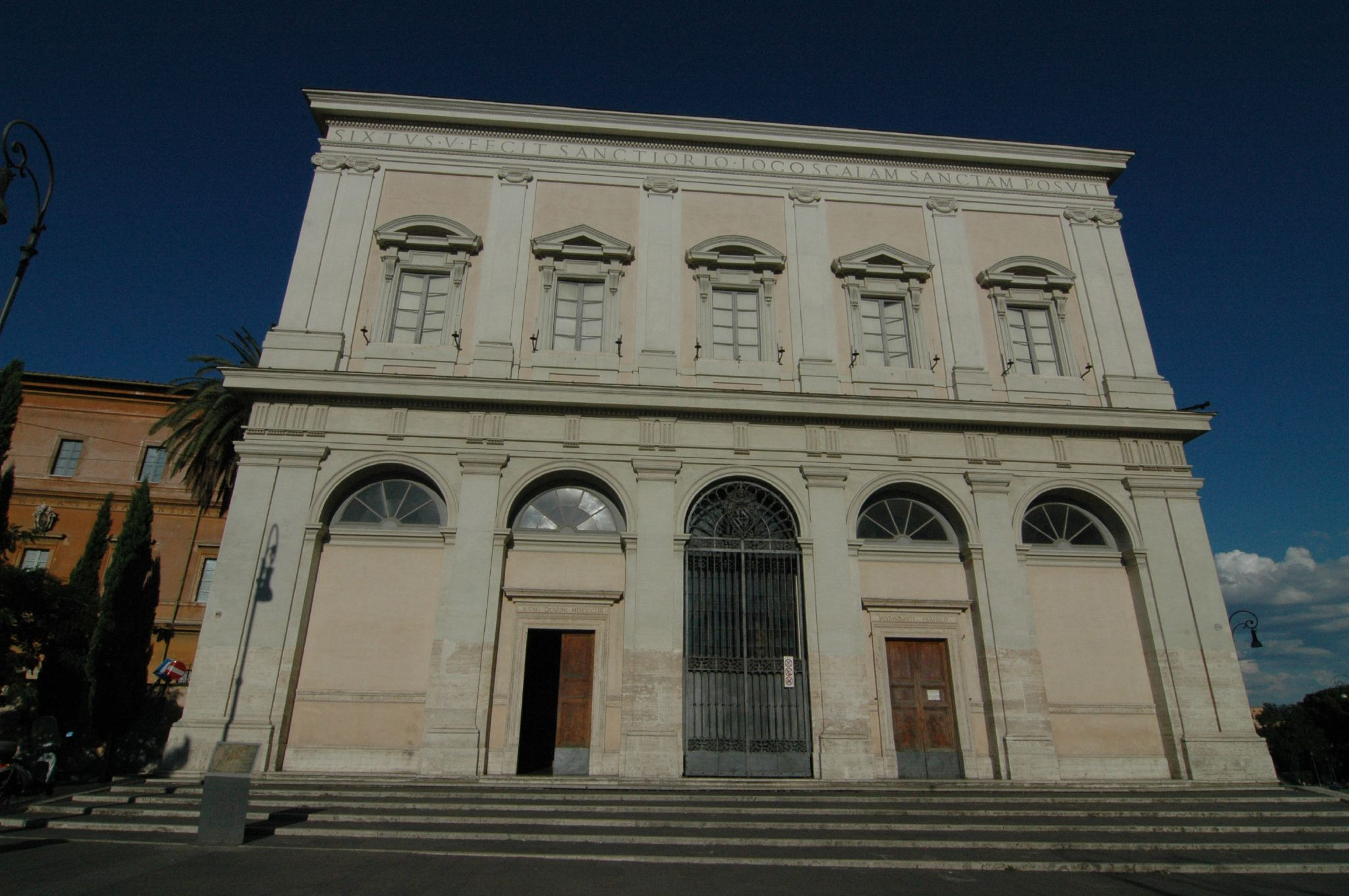
Průčelí budovy Svatých schodů uzavírá na severovýchodě prostor náměstí Piazza di San Giovanni in Laterano

Svaté schody (ital. Scala Santa) jsou podle křesťanské legendy schody, po kterých kráčel Ježíš Kristus v paláci Pontia Piláta v Jeruzalémě. Nacházejí se v Římě, v budově na náměstí Piazza di San Giovanni in Laterano, naproti Lateránské bazilice.

## Historie
V první polovině 4. století nechala sv. Helena, matka císaře Konstantina I., převézt schody z jeruzalémského paláce někdejšího římského prefekta Pontia Piláta do Říma. Přítomnost schodů v Římě, jakož i zázraky s nimi spojené, se poprvé zmiňují v knize Liber Pontificalis z období pontifikátu papeže Sergia II. (844–847); později se o nich zmiňuje bula papeže Paschala II. (1099–1118).
Nejdříve byly schody umístěny v prostorách staré rezidence římských papežů v Lateránském paláci. V roce 1585 nařídil papež Sixtus V. jejich přemístění do oproti stojící budovy s papežskou kaplí, které se kvůli tu uloženému velkému množství relikvií říkalo Sancta Sanctorum (Svatyně svatých).

## Sancta Sanctorum

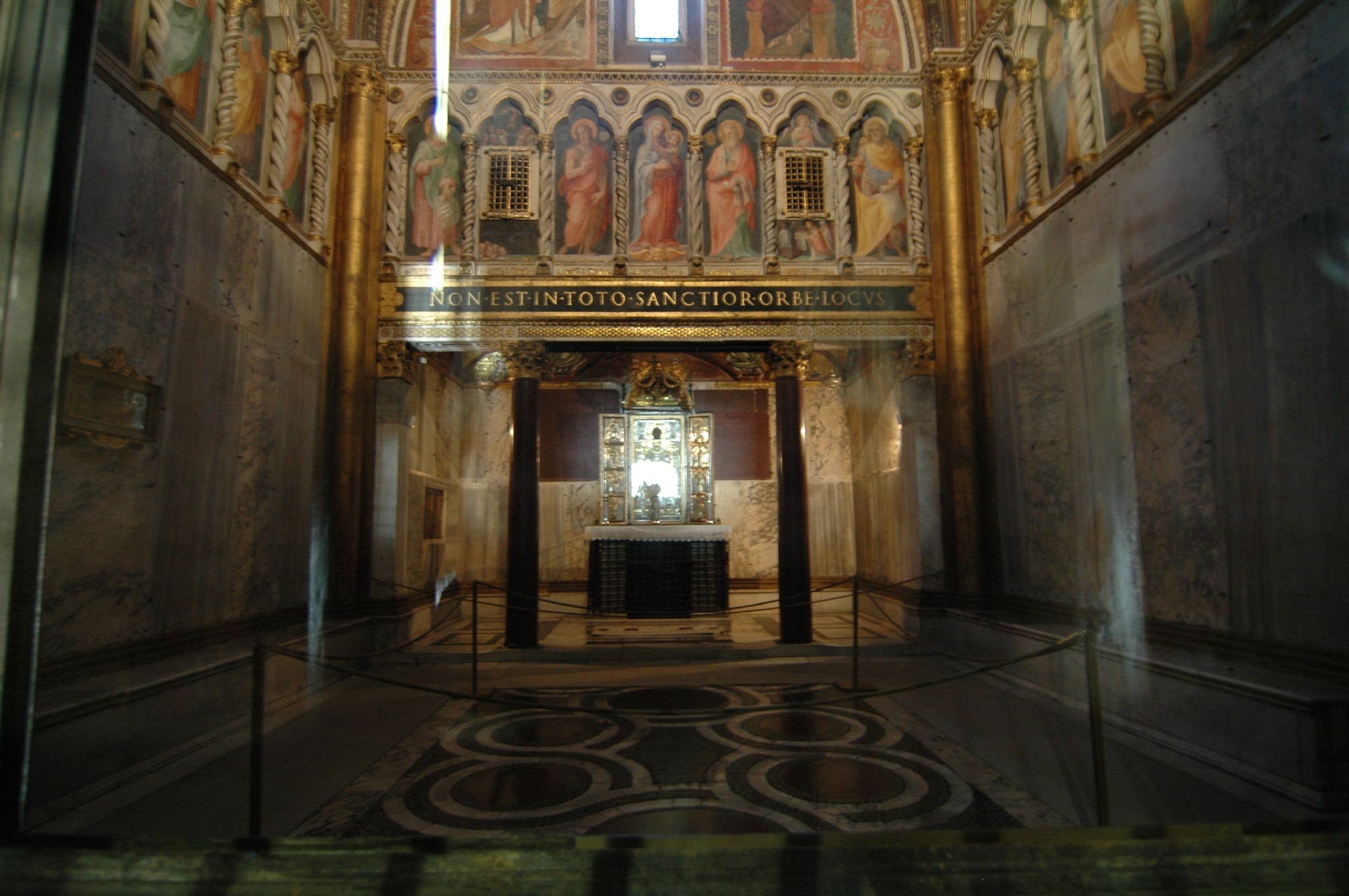
Pohled do Svatyně svatých s hlavním oltářem

Sancta Sanctorum (ofic. Capella San Lorenzo in Palatine ad Sancta Sanctorum, česky Svatyně svatých) je papežská kaple, nedílná součást budovy Svatých schodů. Nachází se na horní plošině schodů.
Autorem kaple je neznámý architekt. Od dob vzniku byla zasvěcena sv. Vavřinci, od 9. století se datuje její dnešní pojmenování.
První popsání kaple pochází z období pontifikátu papeže Štěpána III. (768–772). Řada dalších pontifiků přispěla k architektonickému zvelebení stavby – např. Lev III. (795–816), Inocenc III. (1198–1216), Honorius III. (1216–1227). V roce 1278 za papeže Mikuláše III. (1277–1280) byly kaple, ke které vedou Svaté schody, a dvojice postranních schodů přestavěny do dnešní podoby; a současně vznikla fresková výmalba zachovaná dodnes.
Budova Svatých schodů se Svatyní svatých prošla nejvýraznější přestavbou v letech 1586–1588, kdy ji na příkaz papeže Sixta V. v renesančním slohu realizoval švýcarsko-italský architekt Domenico Fontana.

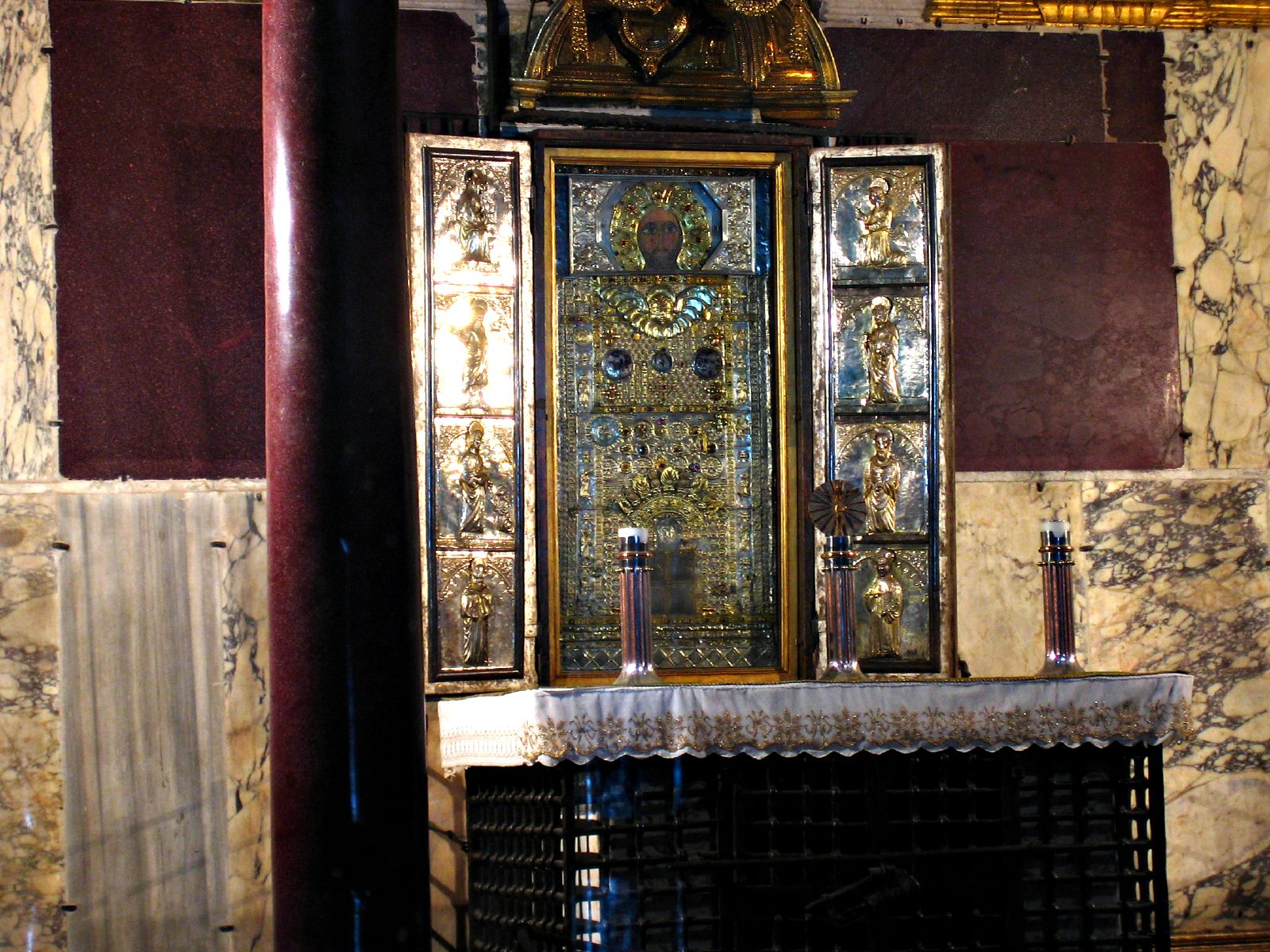
Obraz Krista na hlavním oltáři je považován za tzv. Acheiropoeton, tj. obraz nenamalovaný lidskou rukou

Nejvzácnější relikvií uchovávanými v kapli je zřejmě obraz Ježíše Krista. Jeho výjimečnost tkví v tom, že je považován za tzv. acheiropoeton, tj. obraz nenamalovaný lidskou rukou. Obraz-ikona je umístěn v dřevěné schránce, vyzdobené zlatem a stříbrem, na hlavním oltáři Svatyně svatých. Vznik obrazu se klade do období 4.–5. století. Jedna z legend vázajících se k tomu, jak se obraz dostal do Říma, praví, že obraz pochází původně z Konstantinopole. Za vlády císaře Lva III., v době ničení náboženských obrazů (ikonoklasmus), konstantinopolský patriarcha Germanos I. měl obraz ukrýt a v roce 730 dát tajně převézt do Říma.
Velkou důležitost obraz nabyl krátce po tom, kdy se dostal do Říma. Už v 8. století, v době ohrožení města langobardským hordami, byl na příkaz papeže Štěpána II. (752–757), v přesvědčení, že odvrátí nebezpečí, vynášen z kaple a nesen v procesích. Tento zvyk se zachoval i v následujících stoletích a dodnes se jeho svátek, spojený s procesím, slaví 15. srpna (ve svátek Nanebevzetí Panny Marie).
Oltářní stůl ve spodní části, za bronzovými dvířky a těžkou železnou mříží, ukrýval archu z cypřišového dřeva s relikviemi a chrámovými klenoty. Dnes tento prostor obsahuje pouze relikvie svatých uloženy do nové schránky vytvořené na příkaz papeže Pia IX. Historické artefakty (předměty ze zlata, stříbra, slonoviny, smaltu, pergameny a další cennosti) jsou dnes uloženy v muzejních expozicích Vatikánské knihovny.

## Budova Svatých schodů
Budova je svým průčelím, horizontálně členěným na dvě patra, otočena do náměstí Piazza di San Giovanni in Laterano. Ve vertikálním směru je průčelí členěné pilastry na pět pravidelných polí. Vrchní část obsahuje nápis hlásající jméno stavitele - papeže Sixta V.
Z přízemí se do patra vystupuje po schodech, z nichž prostřední tvoří osmadvacet stupňů z mramoru. Z osobité úcty jsou všechny stupně zakryty dřevěnými deskami a věřící po nich vystupují kolenou, kdy odříkávají na každém stupni modlitby. Místa, na kterých se našly skvrny po Kristově krvi, jsou vyznačena zvláštními značkami se skleněnými průzory.
Před schodištěm se po stranách nacházejí sousoší – vpravo Jidášův polibek, vlevo Pilátův soud.
Schodiště po pravé i levé straně, bez dřevěného obložení, slouží k sestupu, příp. na výstup „po svých“.
V roce 2007 bylo schodiště zrestaurováno a byly obnoveny fresky s kristologicky tematikou, dílo manieristického umělce Baldassare Croceho.

## Leoninum Triclinium

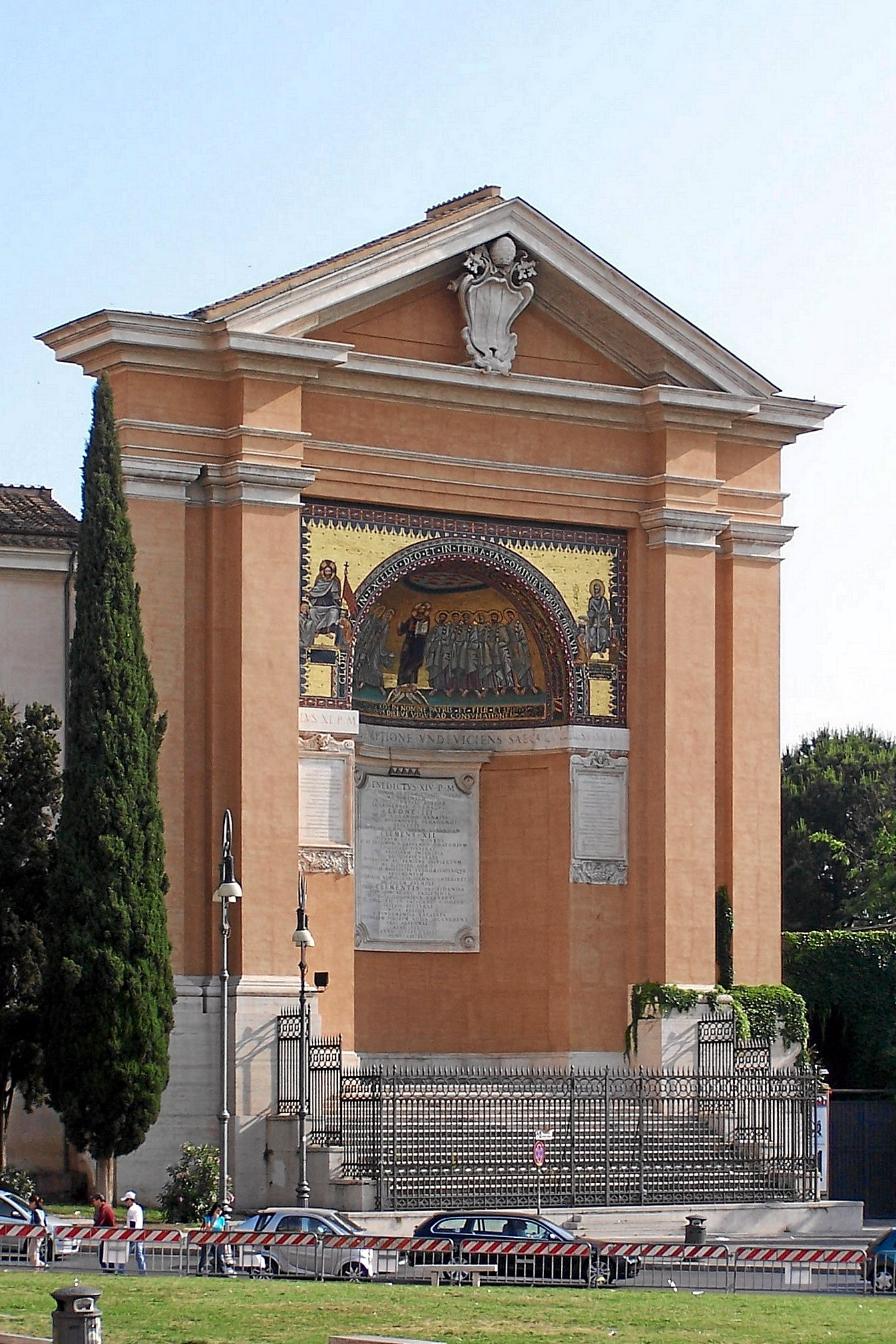
Celkový pohled na tzv. Leoninum Triclinium, Řím

Přístavek v jižní části budovy Svatých schodů, zvaný Leoninum Triclinium (ital. Triclinio di Leone) je unikátní pozůstatek části někdejšího salónu, postaveného papežem Lvem III. podle vzoru místnosti v císařském paláci v Konstantinopoli zvané triclinium.
Vysoká zeď členěná pilastry s výklenkem pod trojúhelníkovým tympanonem je někdejším závěrem místnosti, která byla součástí papežského paláce v Lateránu. Když koncem 16. století nařídil papež Sixtus V. demolici starého paláce, přikázal zachovat zeď a přistavět jej v papežské kapli Sancta Sanctorum.
Z umělecko-historického hlediska je nejzajímavější částí stavby mozaika v byzantském stylu pocházející z roku 800. Kompozičně se dělí na tři části. Centrální část ve výklenku znázorňuje žehnajícího Krista, který v levé ruce drží otevřenou knihu na stránkách se slovy PAX VOBIS („Pokoj vám“). Po jeho stranách jsou stojící postavy jedenácti apoštolů. Levá část mozaiky obsahuje postavy sedícího Krista, papeže Silvestra I. a císaře Konstantina I., pravá postavy sv. Petra, Lva III. a císaře Karla Velikého (prvního císaře korunovaného v Římě v roce 800 papežem Lvem III.).
Dnešní vzhled stavby je výsledkem celkové obnovy z roku 1743 podle návrhu architekta Ferdinanda Fugy, kdy byl do tympanonu umístěn erb papeže Benedikta XIV.
Svaté schody (ital. Pontificio Santuario della Scala Santa) spravuje od roku 1854 řeholní kongregace passionistů.

## Kopie Svatých schodů

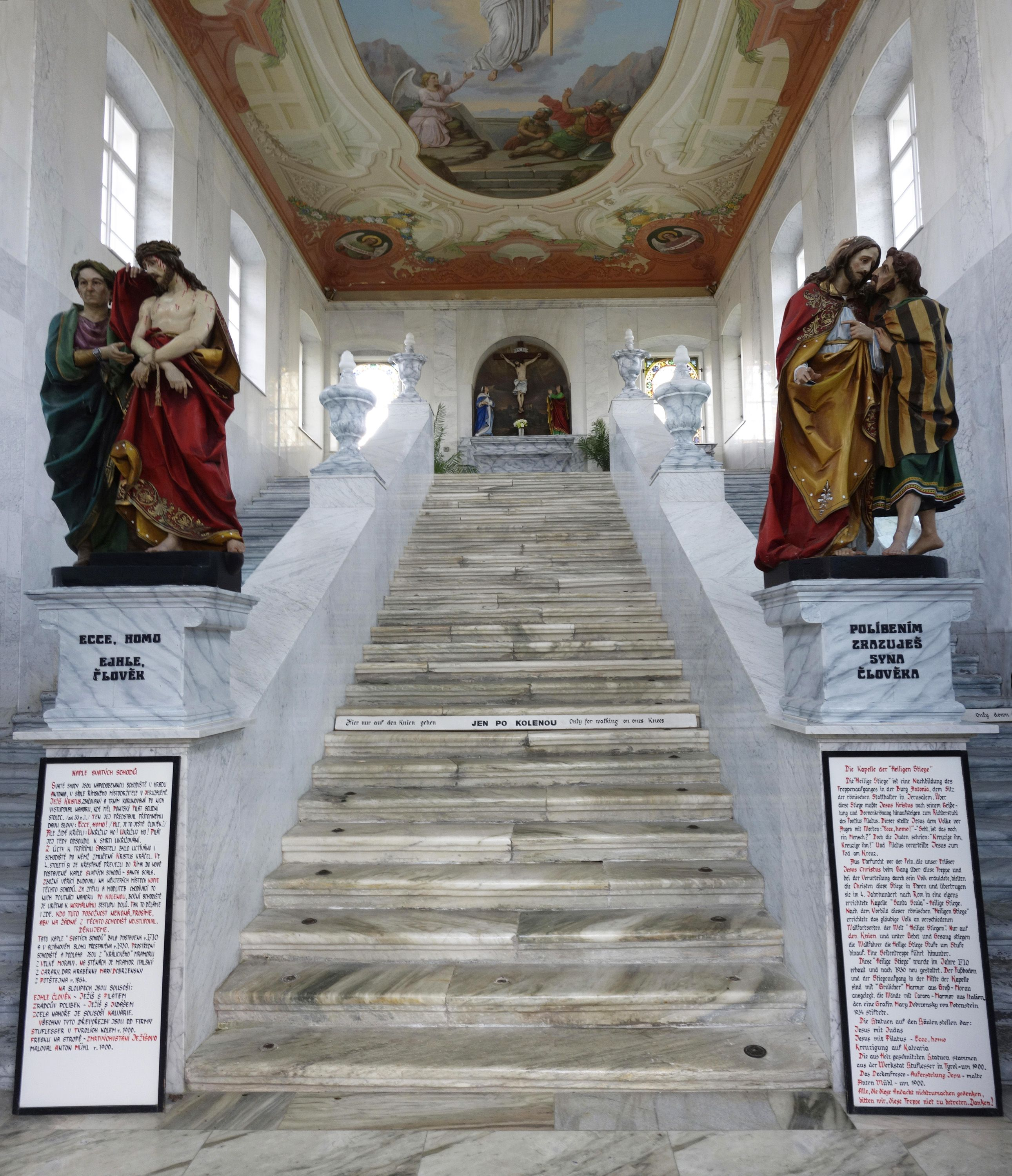
Svaté schody, Hora Matky Boží, Česká republika (rok 2018)

Na světě existuje řada napodobenin Svatých schodů. Vyskytovaly se také na území Čech a Moravy v několika lokalitách:
- Olomouc (nejstarší)
- Praha-Karlov
- Svatý Kopeček u Olomouce – Bazilika Navštívení Panny Marie (Svatý Kopeček)
- Krupka
- Česká Lípa, augustiniánský klášter, 1727–1732, arch. Jan Špaček
- Klášter na Hoře Matky Boží poblíž města Králíky
- Brno – minorité
- Potštejn
- Rumburk
- Pěnčín - Krásná, kostel sv. Josefa

Svaté schody v Praze na Karlově a v České Lípě se svým dispozičním řešením blíží římskému vzoru, ostatní na něj navazují volněji.
Z okolních zemí jsou nejznámější Svaté schody u minoritů ve Vídni.